# 13188 Okinawa
13188 Okinawa è un asteroide della fascia principale. Scoperto nel 1997, presenta un'orbita caratterizzata da un semiasse maggiore pari a 2,1942067 UA e da un'eccentricità di 0,0866070, inclinata di 1,90724° rispetto all'eclittica.